# Eine Idee des Dr. Ox

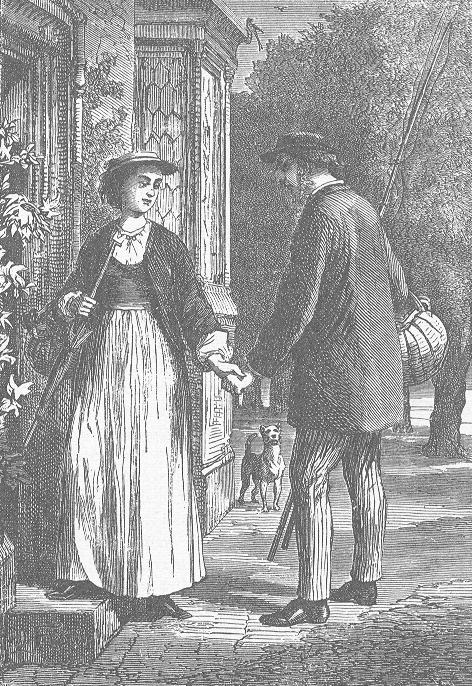
Illustration des Zeichners Lorenz Frølich zu "Une fantaisie du docteur Ox"

Eine Idee des Dr. Ox (auch Doktor Ox oder Eine Phantasie des Doktor Ox) ist eine Kurzgeschichte des französischen Autors Jules Verne. Sie erschien im Jahr 1872 unter dem französischen Titel Une fantaisie du docteur Ox und war mit der Kurzgeschichte Ein Drama in den Lüften (La science en famille. Un voyage en ballon) Bestandteil der Erzählungsbandes Eine Idee des Dr. Ox (Le Docteur Ox). Der deutsche Titel der Kurzgeschichte lautet Eine Idee des Dr. Ox, der englische Titel ist Dr. Ox's Experiment.

## Handlung

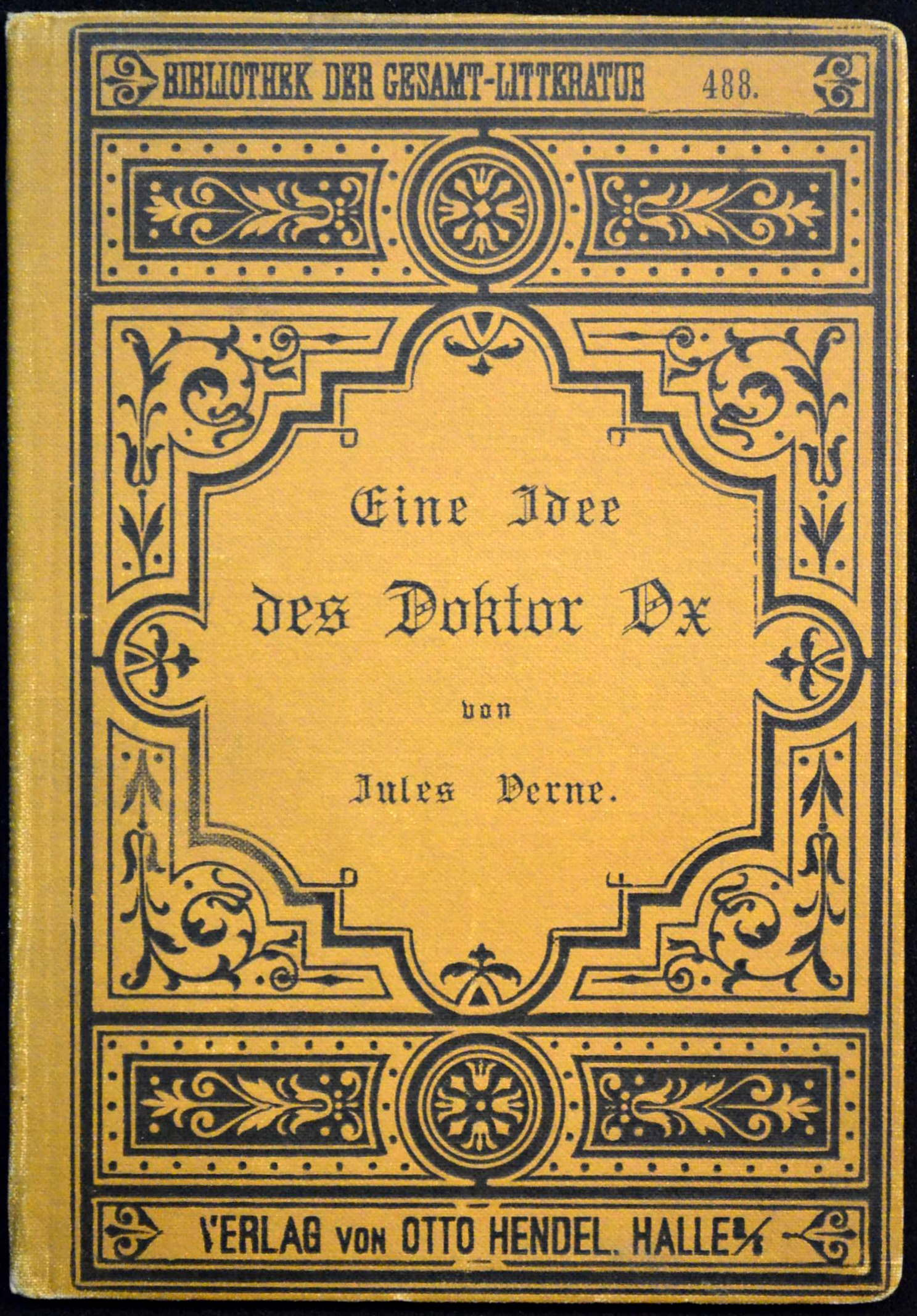
Ausgabe von ca. 1900

Die belgische Kleinstadt Quiquendone besteht seit 800 Jahren, hat 2393 Einwohner und liegt 15,25 km südöstlich von Brügge in Flandern an der Vaar, einem Nebenfluss der Schelde. Von dem Naturwissenschaftler Dr. Ox wird sie wegen des phlegmatischen Charakters ihrer Einwohner zum Schauplatz eines ungewöhnlichen Experiments ausgewählt. Dieser hat für eine Gasbeleuchtung in der gesamten Stadt Rohre verlegt. Die Gasbeleuchtung soll mit Knallgas, einer Mischung aus Wasserstoff und Sauerstoff, betrieben werden. Mit seinem Diener Gédéon Ygène plant er die Einwohner des Ortes zu Versuchskaninchen zu machen. Die friedliche Stadt soll auf diese Weise völlig umgekrempelt werden. Der Bürgermeister van Tricasse sucht Dr. Ox auf, um sich nach dem Stand des Beleuchtungsprojektes zu erkundigen, und gerät dabei in Rage. Dr. Ox plant ein erstes Experiment im Theater des Ortes. Während der Aufführung geraten die Schauspieler, die Mitglieder des Orchesters und das Publikum in Raserei. Vor dem Theater beruhigen sich jedoch alle wieder. Dr. Ox und Ygène planen das nächste größere Experiment. Nach und nach zeigen sich Symptome der Raserei in der ganzen Stadt. Zuvor friedliche Bürger fordern sich zum Duell. Die Bürger planen schließlich gegen die Nachbargemeinde Virgamen in den Krieg zu ziehen. Ygène bekommt Skrupel und will das Experiment abbrechen, Dr. Ox will es jedoch bis zum Ende durchführen. Sie streiten sich. Der Bürgermeister geht im Streit inzwischen mit einem Freund auf einen Turm. Oben beruhigen sich beide, unten angekommen geht der Streit weiter. Dr. Ox und Ygène stehen mittlerweile ebenfalls unter der Wirkung des Experiments. Die Stadtbewohner ziehen in den Krieg. Ygène will sie aufhalten, wird aber seinerseits von Dr. Ox gestoppt. Beide werden von der Bürgerarmee verprügelt und in Arrest genommen. Das Gaswerk von Dr. Ox explodiert mit einem lauten Knall. Dr. Ox und Ygène können flüchten. Plötzlich werden alle Einwohner wieder friedlich. Dr. Ox hatte über sein Gasleitungsnetz Sauerstoff in hoher Dosierung eingeleitet und damit absichtlich die Veränderung der Bewohner hervorgerufen, um seine Theorie zu beweisen, dass Tugend, Mut, Talent, Phantasie und alle anderen Fähigkeiten des Geistes nur eine OxYgène Frage (oxygène: frz. für Sauerstoff) seien.

## Bühnenwerk
Der französische Komponist Jacques Offenbach schrieb nach dieser Vorlage im Jahr 1877 die Operette Le Docteur Ox.